# Стебна (річка)
Стебна — річка в Україні, у Рахівському районі Закарпатської області, права притока Лазещини (басейн Дунаю).

## Опис
Довжина річки приблизно 8 км. Формується з багатьох безіменних струмків.

## Розташування
Бере початок на південно-західній стороні від урочища Вишня. Тече переважно на південний захід через село Стебний і у Ясіні впадає у річку Лазещину, ліву притоку Чорної Тиси. 
Річку перетинає автомобільна дорога Н09.